# Relic Entertainment
Relic Entertainment – kanadyjskie studio programistyczne specjalizujące się w trójwymiarowych komputerowych strategicznych grach czasu rzeczywistego. 

## Historia
Relic zostało założone w mieście Vancouver w Kanadzie przez programistów Alexa Gardena i Luke'a Moloneya w 1997. Zadebiutowało w 1999 roku swoim ambitnym dziełem zwanym Homeworld wydanym przez Sierrę Entertainment, które dzięki fabule i sferycznym trójwymiarze, w jakim rozgrywała się gra, stała się dla graczy żywą legendą. Niedługo potem wyprodukowano dodatek Cataclysm. 
Następną grą Relic była wydana przez Microsoft gra Impossible Creatures stworzona w 2002 roku. Rok później został wyprodukowany sequel Homeworlda. Wkrótce potem studiu pracę zleciła spółka THQ. Pod jej szyldem Relic wyprodukowało grę Warhammer 40,000: Dawn of War oraz dodatki Winter Assault, Dark Crusade i Soulstorm, a także Company of Heroes wraz z dodatkami Na linii frontu i Chwała bohaterom i (na konsole) tytuł The Outfit oraz Warhammer 40,000: Dawn of War II z dodatkami Chaos Rising i Retribution. Najnowszym dziełem studia jest gra Company of Heroes 2 wraz z dodatkami Ardennes Assault, The Western Front Armies oraz British Forces.